# 熱利科·科姆希奇
熱利科·科姆希奇（發音：[ˈʒɛːʎkɔ ˈkɔmʃitɕ]；1964年1月20日—），波士尼亞赫塞哥維納克罗地亚族政治人物，自2018年起担任第6任波斯尼亚和黑塞哥维那主席团（国家元首）克罗地亚族代表。科姆希奇曾于2006年-2014年担任主席团成员，并在2018年波黑大选中第三次当选主席团成员，是继波士尼亞克人阿利雅·伊泽特贝戈维奇之后第二位担任主席团成员的克罗地亚人，也是第一位及迄今为止唯一一位任职超过两届的克罗地亚人。他在2022年波黑大选中再次当选，开始第四个任期。